# Färöische Fußballmeisterschaft der Frauen 1997
Die Färöische Fußballmeisterschaft der Frauen 1997 wurde in der 1. Deild genannten ersten färöischen Liga ausgetragen und war insgesamt die 13. Saison. Sie startete am 24. Mai 1997 mit dem Spiel von B68 Toftir gegen Skála ÍF und endete am 27. September 1997.
Aufsteiger B68 Toftir war der 17. Teilnehmer der höchsten Spielklasse. Meister wurde KÍ Klaksvík, die den Titel somit zum ersten Mal erringen konnten. Titelverteidiger B36 Tórshavn landete auf dem dritten Platz. Absteigen mussten hingegen SÍ Sumba sowie B68 Toftir nach fünf beziehungsweise einem Jahr Erstklassigkeit.
Im Vergleich zur Vorsaison verbesserte sich die Torquote auf 4,80 pro Spiel, was den höchsten Schnitt seit Einführung der 1. Deild 1985 bedeutete. Die höchsten Siege erzielte jeweils B36 Tórshavn mit einem 10:0 im Heimspiel gegen B68 Toftir am zehnten Spieltag sowie im Auswärtsspiel gegen SÍ Sumba am letzten Spieltag. Das torreichste Spiel absolvierten Skála ÍF und LÍF Leirvík beim 6:7 am neunten Spieltag.

## Modus
In der 1. Deild spielte jede Mannschaft an 14 Spieltagen jeweils zwei Mal gegen jede andere. Die punktbeste Mannschaft zu Saisonende stand als Meister dieser Liga fest, die letzte Mannschaft stieg in die 2. Deild ab. Der Siebtplatzierte musste zudem noch zwei Relegationsspiele gegen den Erstplatzierten der 2. Deild um den Verbleib in der 1. Deild austragen.

## Saisonverlauf

### Meisterschaftsentscheidung
HB Tórshavn blieb die ersten sieben Spiele ungeschlagen und gab auch nur beim 1:1 im Auswärtsspiel gegen EB Eiði Punkte ab. Am achten Spieltag setzte es jedoch die erste Niederlage durch ein 1:4 bei KÍ Klaksvík, die ihrerseits bereits am ersten Spieltag das Hinspiel bei HB mit 3:7 verloren hatten. Nun waren beide Mannschaften punktgleich, zum Platztausch kam es am nächsten Spieltag, da HB nur ein 1:1 im Derby gegen B36 Tórshavn gelang, während KÍ einen 2:1-Auswärtssieg bei B68 Toftir feiern konnte. Bis zum Saisonende blieben sowohl KÍ als auch HB ungeschlagen, wobei sich HB ein zusätzliches Unentschieden leistete. Die Entscheidung um die Meisterschaft fiel am vorletzten Spieltag, als sowohl KÍ Klaksvík mit 10:1 im Heimspiel gegen SÍ Sumba als auch HB Tórshavn mit 5:1 im Auswärtsspiel gegen B68 Toftir jeweils ihre Spiele gewannen und der Abstand von vier Punkten nicht mehr aufgeholt werden konnte.

### Abstiegskampf
SÍ Sumba gelang während der kompletten Saison kein einziger Sieg. Bis zum siebten Spieltag konnten sie jedoch den letzten Platz vermeiden, dann tauschten sie den Platz mit B68 Toftir, die durch ein 1:1 im Heimspiel gegen LÍF Leirvík auf den siebten Platz kletterten, aber ebenfalls noch ohne Sieg waren. Dies änderte sich schon am nächsten Spieltag durch einen 3:0-Heimsieg gegen Skála ÍF, welche nun auf den vorletzten Platz rutschten. Deren einziger bisheriger Sieg datierte vom fünften Spieltag, als sie gegen SÍ Sumba zu Hause mit 3:1 gewannen. Die nächsten beiden Spiele verloren die drei Letztplatzierten Mannschaften allesamt, ehe am elften Spieltag B68 und SÍ direkt aufeinandertrafen. Dieses Duell endete 1:1. Ebenfalls unentschieden ging die Begegnung von SÍ gegen Skála am zwölften Spieltag aus. Sie endete ebenso 2:2 wie das Auswärtsspiel von B68 Toftir gegen EB Eiði an diesem Spieltag. Am vorletzten Spieltag konnte Skála ÍF durch einen 4:0-Heimerfolg gegen EB Eiði an B68 Toftir vorbeiziehen, die nun punktgleich dahinterlagen. Durch das 1:10 von SÍ Sumba im Auswärtsspiel gegen KÍ Klaksvík stand deren Abstieg ebenfalls fest. Im Kampf um den Klassenerhalt besaß Skála eine um drei Tore bessere Tordifferenz sowie die höhere Anzahl an geschossenen Toren. Nach einer 0:4-Niederlage am letzten Spieltag bei HB Tórshavn musste somit B68 Toftir im Auswärtsspiel gegen LÍF Leirvík zwingend verlieren. Dies war durch das 1:2 auch der Fall, so dass B68 nur aufgrund der weniger geschossenen Tore den Relegationsplatz belegte.

## Abschlusstabelle
| Pl. | Verein           | Sp. | S  | U | N  | Tore    | Diff. | Punkte |
| --- | ---------------- | --- | -- | - | -- | ------- | ----- | ------ |
| 1.  | KÍ Klaksvík      | 14  | 11 | 2 | 1  | 063:260 | +37   | 35     |
| 2.  | HB Tórshavn (P)  | 14  | 10 | 3 | 1  | 053:140 | +39   | 33     |
| 3.  | B36 Tórshavn (M) | 14  | 10 | 1 | 3  | 056:120 | +44   | 31     |
| 4.  | LÍF Leirvík      | 14  | 6  | 4 | 4  | 033:370 | −4    | 22     |
| 5.  | EB Eiði          | 14  | 3  | 5 | 6  | 022:340 | −12   | 14     |
| 6.  | Skála ÍF         | 14  | 2  | 2 | 10 | 021:500 | −29   | 08     |
| 7.  | B68 Toftir (N)   | 14  | 1  | 5 | 8  | 015:440 | −29   | 08     |
| 8.  | SÍ Sumba         | 14  | 0  | 4 | 10 | 006:520 | −46   | 04     |

| (N) | Aufsteiger       |
| (M) | Meister 1996     |
| (P) | Pokalsieger 1996 |

## Spiele und Ergebnisse
|              | B36   | B68   | EB  | HB  | KÍ  | LÍF | Sumba | Skála |
| ------------ | ----- | ----- | --- | --- | --- | --- | ----- | ----- |
| B36 Tórshavn |       | 10:00 | 5:1 | 1:3 | 1:2 | 5:1 | 2:0   | 5:0   |
| B68 Toftir   | 0:3   |       | 1:2 | 1:5 | 1:2 | 1:1 | 1:1   | 1:1   |
| EB Eiði      | 0:3   | 2:2   |     | 1:1 | 2:2 | 2:2 | 8:0   | 3:0   |
| HB Tórshavn  | 1:1   | 9:0   | 4:0 |     | 7:3 | 3:1 | 3:0   | 4:0   |
| KÍ Klaksvík  | 4:3   | 6:3   | 6:0 | 4:1 |     | 8:0 | 10:10 | 4:3   |
| LÍF Leirvík  | 0:5   | 2:1   | 4:1 | 2:2 | 2:2 |     | 3:0   | 7:1   |
| SÍ Sumba     | 00:10 | 0:0   | 0:0 | 0:4 | 1:5 | 0:1 |       | 2:2   |
| Skála ÍF     | 0:2   | 0:3   | 4:0 | 0:6 | 1:5 | 6:7 | 3:1   |       |

## Relegation
Die beiden Relegationsspiele zwischen dem Siebten der 1. Deild und dem Ersten der 2. Deild wurden am 4. und 11. Oktober 1997 ausgetragen.
| Datum                                      |             | Ergebnis             |             | Torschützen |
| ------------------------------------------ | ----------- | -------------------- | ----------- | --- |
| 11. Oktober 1997                           | B68 Toftir  | 4:2 (2:2)            | NSÍ Runavík | 0:1 Irdi Nónklett (12.), 1:1 Sanna í Túni (14.), 2:1 Hanna Joensen (25.), 2:2 Irdi Nónklett (25.), 3:2 Lív Nesá (60.), 4:2 Andrea Højgaard (64.) |
| 19. Oktober 1997                           | NSÍ Runavík | 2:0 n. V. (2:0, 2:0) | B68 Toftir  | 1:0 Elsebeth R. Hansen (23.), 2:0 Jónvør Hansen (36.)                                                                                            |
| Gesamt:                                    | B68 Toftir  | 4:4 (1:0 i. E.)      | NSÍ Runavík | |
| Damit stieg B68 Toftir in die 2. Deild ab. |             |                      |             | |

## Torschützenliste
Bei gleicher Anzahl von Treffern sind die Spielerinnen nach dem Nachnamen alphabetisch geordnet.

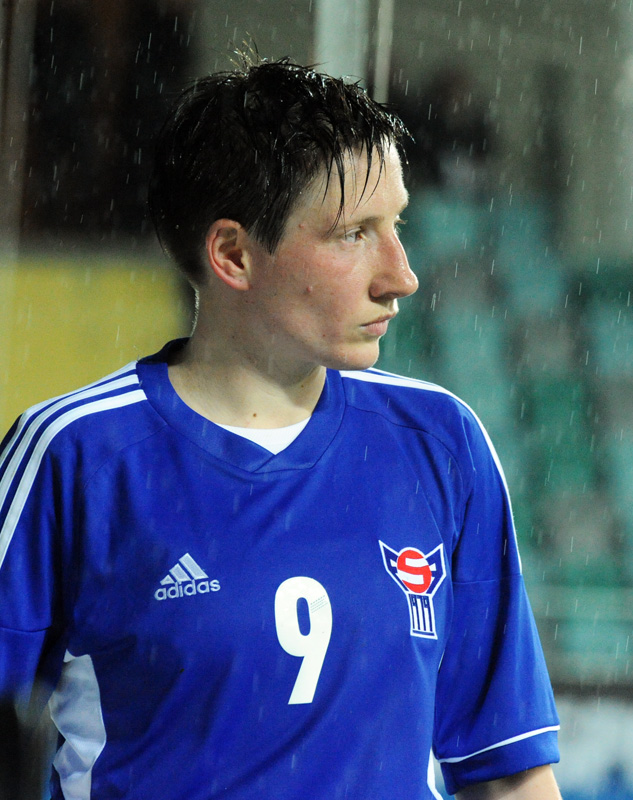
Torschützenkönigin Rannvá B. Andreasen

| Platz | Spieler                  | Mannschaft   | Tore |
| ----- | ------------------------ | ------------ | ---- |
| 1     | Rannvá B. Andreasen      | KÍ Klaksvík  | 28   |
| 2     | Teresa S. Johnsson       | HB Tórshavn  | 19   |
| 3     | Kristina Eyðbjørnsdóttir | LÍF Leirvík  | 18   |
| 3     | Rakul N. Joensen         | B36 Tórshavn | 18   |
| 5     | Eyðvør úr Dímun          | HB Tórshavn  | 14   |
| 6     | Sólvá Joensen            | B36 Tórshavn | 10   |
| 7     | Borglis Fagradal         | Skála ÍF     | 08   |
| 7     | Maria Jacobsen           | KÍ Klaksvík  | 08   |
| 9     | Arnbjørg Danielsen       | B36 Tórshavn | 07   |
| 9     | Andrea Højgaard          | B68 Toftir   | 07   |
| 9     | Anja Maria Weyhe         | B36 Tórshavn | 07   |

## Spielstätten
In Klammern sind bei mehreren aufgeführten Stadien die Anzahl der dort ausgetragenen Spiele angegeben.
| Mannschaft   | Stadion              | Spielort   |
| ------------ | -------------------- | ---------- |
| B36 Tórshavn | Gundadalur           | Tórshavn   |
| B68 Toftir   | Svangaskarð          | Toftir     |
| EB Eiði      | Á Mølini             | Eiði       |
| HB Tórshavn  | Gundadalur           | Tórshavn   |
| KÍ Klaksvík  | Við Djúpumýrar       | Klaksvík   |
| LÍF Leirvík  | Uppi á Brekku (6)    | Leirvík    |
| LÍF Leirvík  | Valloyran (1)        | Sandavágur |
| SÍ Sumba     | Á Krossinum          | Sumba      |
| Skála ÍF     | Undir Mýruhjalla (6) | Skáli      |
| Skála ÍF     | Við Margáir (1)      | Streymnes  |

## Schiedsrichter
Folgende Schiedsrichter, darunter auch jeweils einer aus Dänemark und Jugoslawien, leiteten die 56 Erstligaspiele (zu zwei Spielen fehlen die Daten):
| Name                      | Stammverein          | Spiele |
| ------------------------- | -------------------- | ------ |
| Tommy O. Jensen           | HB Tórshavn/Dänemark | 05     |
| Birgir Andersen           | AB Argir             | 04     |
| Jonhard Hilmarsson Hansen | NSÍ Runavík          | 04     |
| Petur Reinert             | LÍF Leirvík          | 04     |
| Eiler Rasmussen           | Skála ÍF             | 03 1   |
| Martin Brekká             | ÍF Streymur          | 02     |
| Milan Ćimburović          | SÍ Sumba             | 02     |
| Hans Falkvard Hansen      | B71 Sandur           | 02     |
| Bogi Hansen Isaksen       | KÍ Klaksvík          | 02     |
| Kristian Joensen          | KÍ Klaksvík          | 02     |
| Sjúrður Norðbúð           | B36 Tórshavn         | 02     |
| Dagfinn Olsen             | NSÍ Runavík          | 02     |
| Njál R. Petersen          | ÍF Fuglafjørður      | 02     |

Weitere 18 Schiedsrichter leiteten jeweils ein Spiel.

## Die Meistermannschaft
In Klammern sind die Anzahl der Einsätze sowie die dabei erzielten Tore genannt.
| 1. | KÍ Klaksvík |
|    | Rannvá B. Andreasen (14/28) \| Vivi Andreasen (14/1) \| Irdi L. Jacobsen (13/3) \| Maria Jacobsen (14/8) \| Súsanna Jacobsen (14/0) \| Nanna Joensen (11/0) \| Elsebeth Jónsson (12/4) \| Malena Josephsen (14/5) \| Annelisa Justesen (7/0) \| Mariann Maslyk (6/1) \| Paula Mikkelsen (14/5) \| Una Olsen (11/1) \| Ragna B. Patawary (9/3) \| Birgit Ryan (8/2) \| Jensa Sirdal (14/0) ohne Einsatz: Sigrid Andreasen \| Gerda Joensen \| Katrin Poulsen |

## Nationaler Pokal
Im Landespokal gewann B36 Tórshavn mit 5:1 gegen Meister KÍ Klaksvík.